# John Irving
John Irving (Exeter, New Hampshire, 2. ožujka 1942.), američki romanopisac i Oscarom nagrađeni scenarist. Međunarodno priznanje stječe romanom Svijet po Garpu (World According to Garp, 1978.), po kojem je 1982. snimljen film.

## Život i djelo
Pohađao je Akademiju Phillips Exeter u rodnom New Hampshireu. Studirao je u Pittsburghu i Beču, a diplome engleskog jezika stekao na sveučilištima u New Hampshireu (BA) i Iowi (MA), unatoč teškoćama zbog disleksije. Od mladih dana aktivno se bavi hrvanjem. Državljanin je SAD-a i Kanade. Živi u Torontu.
U književnosti se javlja suvremenim pikarskim romanom Oslobađajući medvjede (Setting Free the Bears, 1968), koji prati motociklistički put dvoje bivših studenata Austrijom i njihov plan za oslobađanje medvjeda iz zoološkog vrta.
Međunarodnu popularnost stječe bildungsromanom Svijet po Garpu (World According to Garp, 1978), o odrastanju i životnom putu pisca, naslovnog junaka. Preveden je na brojne jezike i nagrađen književnim nagradama. Tom se knjigom također svrstava među američke postmoderniste. I njegovi kasniji romani imaju postmodernističke karakteristike. Svijet po Garpu je prvi put preveden na hrvatski 1985. u izdanju nakladničke kuće Otokar Keršovani.
Po svom istoimenom romanu iz 1985. napisao je scenarij za film Kućna pravila (1999.), za što je nagrađen Oscarom za najbolji adaptirani scenarij.
Roman The Last Chairlift, 15. po redu, objavljuje 2022.

## Djela (nepotpun popis)
- Oslobađajući medvjede (Setting Free the Bears, 1968)
- Svijet po Garpu (The World According to Garp, 1978)
- Hotel New Hampshire (The Hotel New Hampshire, 1981)
- Kućna pravila (The Cider House Rules, 1985)
- Molitva za Owena Meanyja (A Prayer for Owen Meany, 1989)
- Jednu godinu udovica (A Widow for One Year, 1998)
- Dok te ne nađem (Until I Find You, 2005)